# Taibao
Taibao (Hokkien POJ: Thài-pó) es una ciudad-condado y sede del condado de Chiayi, Taiwán.

## Nombre
La ciudad fue nombrada en el siglo XIX tras la posición gubernamental de Wang De-lu, cuya ciudad natal es Taibao.

## Historia
Anteriormente Tsing-kau-boe (chino: 前溝尾; Pe̍h-e-jī: Chêng-kau-pee).
La ciudad de Taibao se estableció como municipio en agosto de 1945 después de la entrega de Taiwán de Japón a China. En agosto de 1946, el municipio de Taibao se incorporó a la ciudad de Chiayi para convertirse en el distrito de Taibao. En septiembre de 1950, se convirtió en el municipio de Taibao bajo la administración del condado de Chiayi. En julio de 1991, se convirtió en la ciudad de Taibao.

## Divisiones administrativas
La ciudad tiene 18 villas, que son Beixin, Nanxin, Bixiang, Maliao, Guogou, Gangwei, Tianwei, Jiubi, Xinpi, Qiantan, Houtan, Meipu, Houzhuang, Taibao, Dongshi, Lunding, Chunzhu y el Pueblo de Anren.